# 聖輪寺
聖輪寺（しょうりんじ）は、東京都渋谷区にある真言宗豊山派の寺院。

## 概要
創建年代は不明である。ただ、渋谷では最も古い寺といわれている。
当寺の本尊は如意輪観音である。現在の本尊は戦後に再造されたものであるが、空襲で焼失する前の如意輪観音は慈覚大師円仁の作といわれている。この観音像は別名「目玉の観音」と呼ばれていた。昔、この観音像の目玉が金で作られていることを聞いた盗賊が、こっそり忍び込んで目玉をくり抜こうとしたところ、仏罰が下り、その場で死んだといわれている。この霊験にあやかろうと多くの参拝者が訪れた。この参拝者たちが登った坂を、いつしか「観音坂」と呼ばれるようになった。
境内には、庚申塔や織部灯籠などの石造物が点在している。

## 交通アクセス
- 国立競技場駅より徒歩6分。